# Ayelet Shachar

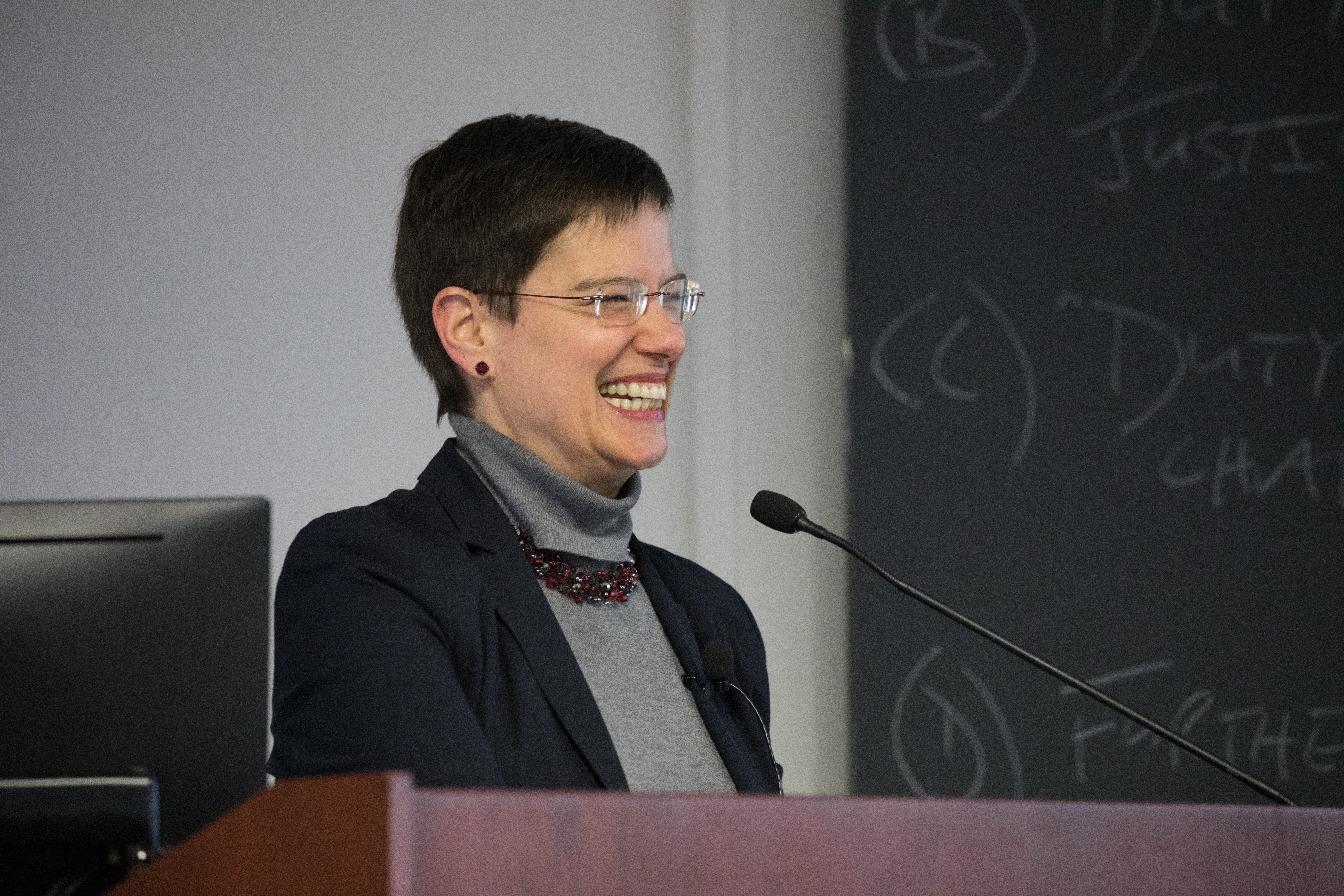
Ayelet Shachar (2018)

Ayelet Shachar (* 4. Juni 1966 in Israel)  ist eine ehemalige Direktorin am Max-Planck-Institut zur Erforschung multireligiöser und multiethnischer Gesellschaften (MPI-MMG) in Göttingen (2015–2020) und Professorin für Rechts- und Politikwissenschaften an der University of Toronto. Ihre Forschungsschwerpunkte sind Staatsangehörigkeits- und Einwanderungsrecht, religiöse Vielfalt und Geschlechtergerechtigkeit, hochqualifizierte Migration und globale Ungleichheit. Im März 2019 wurde Ayelet Shachar der Gottfried Wilhelm Leibniz-Preis verliehen aufgrund ihrer „führende[n] Rolle in der multidisziplinären Forschung zu globaler Gerechtigkeit und Einwanderung“, wie die Laudatio verkündete. Shachar erhielt 2024 den „Migration and Citizenship Section's Career Achievement Award“ der American Political Science Association.

## Wissenschaftlicher Werdegang
Ayelet Shachar begann ihr Studium an der Universität Tel Aviv, an der sie 1993 einen Bachelor in Jura (LL.B.) und Politikwissenschaft erhielt. Ihren Master of Laws (LL.M, 1995) und Doktortitel (J.S.D., 1997) erwarb sie dann in der Folge an der Yale Law School. 1999 erhielt Shachar einen Ruf an die University of Toronto, zunächst als Visiting Professor (1999), dann als Assistant Professor (1999–2004) und schließlich als Associate Professor (2004–2007). Die Ernennung zum Full Professor of Law, Political Science and Global Affairs folgte 2007, als sie zusätzlich den Canada Research Chair in Citizenship and Multiculturalism übernahm. Ayelet Shachar ist ein ehemaliges wissenschaftliches Mitglied der Max-Planck-Gesellschaft und ehemalige Direktorin am Max-Planck-Institut zur Erforschung multireligiöser und multiethnischer Gesellschaften, an dem sie von 2015 bis 2020 die Abteilung Ethik, Recht und Politik leitete.

## Forschungsthemen
Ayelet Shachar forscht an der Schnittstelle zwischen Rechtswissenschaft und politischer Theorie zu drei Themenbereichen: religiöse Vielfalt und Geschlechtergerechtigkeit, Zugehörigkeit und Grenzregime, und die Kommerzialisierung der Staatsangehörigkeit.

### Religiöse Vielfalt und Geschlechtergerechtigkeit
Mit ihrem 2001 erschienenen Buch „Multicultural Jurisdictions: Cultural Differences and Women’s Rights“ beleuchtete Shachar das Verhältnis von Frauenrechten und Religion und machte Vorschläge, wie religiöse Vielfalt und Geschlechtergerechtigkeit besser in Einklang gebracht werden können. Diese wissenschaftliche Arbeit wurde auch in der breiteren öffentlichen Diskussion beachtet, z. B. hat der Leiter der Anglikanischen Kirche, der Erzbischof von Canterbury Rowan Williams, in einer Rede über „Islam in English Law“ im Royal Courts of Justice am 7. Februar 2008 mehrfach aus „Multicultural Jurisdictions“ zitiert.

### Zugehörigkeit und Grenzregime
Ihr zweites Buch „The Birthright Lottery: Citizenship and Global Inequality“ (Harvard University Press, 2009) befasste sich mit dem weltweiten Prinzip, wonach Staatsangehörigkeit zufällig bei Geburt erworben wird, aufgrund des Geburtsortes („ius soli“) oder aufgrund der Staatsangehörigkeit der Eltern („ius sanguinis“). Shachar argumentierte, dass der Erwerb der politischen Mitgliedschaft heutzutage dem Erwerb von Privateigentum in alten Zeiten entspricht (S. 2). Dies habe signifikante Konsequenzen, weil die Staatsangehörigkeit, die jemand bei Geburt erhält, sich nachhaltig auf die Lebenschancen auswirkt (S. 5). Um diesem System der globalen Ungleichheit etwas entgegenzusetzen, schlug Shachar das Prinzip von „ius nexi“ vor (Kap. 6). „Birthright Lottery“ wurde 2010 von der International Studies Association (ISA) International Ethics Sektion als „Notable Book“ ausgezeichnet.
Ergänzend zu Fragen der Staatsbürgerschaft beschäftigt sich Shachar mit aktuellen Entwicklungen, wie sich die Grenzen von Nationalstaaten verändern von ehemals auf Karten festgehaltenen territorialen Linien zu flexiblen Zonen im In- und Ausland, die neue, bewegliche Grenzräume schaffen zur staatlichen Überwachung von Migration. Ihr 2020 in der Serie „Critical Power der Manchester University Press“ erschienenes Buch „The Shifting Border: Legal Cartographies of Migration and Mobility“ untersucht diese Entwicklungen.

### Die Kommerzialisierung der Staatsbürgerschaft
In ihrer aktuellen Forschung widmet sich Shachar der zunehmenden Kommerzialisierung von nationalstaatlichen Hoheitsaufgaben wie Einbürgerung und Migrationskontrolle z. B. durch die Vergabe von „Goldenen Visa“ oder Staatsbürgerschaft im Schnellverfahren auf Grundlage von Privatvermögen oder sehr hohen Gebühren.

## Auszeichnungen und Preise (Auswahl)
- 2002: American Political Science Association (APSA) Foundations of Political Theory Section Winner of First Book Award for Multicultural Jurisdictions: Cultural Differences and Women’s Rights (Cambridge University Press, 2001)
- 2007–2015: Canada Research Chair in Citizenship and Multiculturalism
- 2010: International Studies Association (ISA) International Ethics Section Notable Book for The Birthright Lottery: Citizenship and Global Inequality (Harvard University Press, 2009)
- 2013: American Political Science Association (APSA) Migration and Citizenship Section Best Chapter Award for „Citizenship“ pp. 1002–1019 in The Oxford Handbook of Comparative Constitutional Law, edited by Michel Rosenfeld and András Sajó. Oxford: Oxford University Press
- seit 2014: Mitglied der Royal Society of Canada
- seit 2017: Ordentliches Mitglied der Akademie der Wissenschaften zu Göttingen
- 2019: Gottfried Wilhelm Leibniz-Preis

## Schriften (Auswahl)

### Bücher
- 2001: Multicultural Jurisdictions: Cultural Differences and Women’s Rights. Cambridge University Press (Cambridge online publication 2009) ISBN 978-0-511-49033-0
- 2009: The Birthright Lottery: Citizenship and Global Inequality. Harvard University Press. ISBN 978-0-674-03271-2
- 2015: (edited with Geoffrey Brahm Levey) The Politics of Citizenship in Immigrant Democracies: The Experience of the United States, Canada, and Australia. Routledge. ISBN 978-1-138-05798-2
- 2017: (edited with Rainer Bauböck, Irene Bloemraad and Maarten Vink)  The Oxford Handbook of Citizenship. Oxford University Press. ISBN 978-0-19-880585-4
- 2020: The Shifting Border: Legal Cartographies of Migration and Mobility. Critical Power Series. Manchester University Press. ISBN 978-1-5261-4531-4.
- 2025: (edited with Seyla Benhabib) Lawless Zones, Rightless Subjects. Migration, Asylum, and Shifting Border. Cambridge University Press. ISBN 978-1-009-51282-4.

### Artikel in Fachzeitschriften und Beiträge in Sammelbänden (Auswahl)
- 2014a: „Family Matters: Is there Room for 'Culture' in the Courtroom?“ In: Will Kymlicka, Matt Matravers and Claes Lernestedt (eds.) Criminal Law and Cultural Diversity. Oxford University Press, pp. 119–152. ISBN 978-0-19-967659-0[12]
- 2014b: „Citizenship and the 'Right to Have Rights'“ In: Ayelet Shachar and Geoffrey Brahm Levey (eds.) Special Issue - Citizenship in a Globalized World: The Experience of Immigrant Democracies. Citizenship Studies 18, 2014, pp. 113–242. DOI:10.1080/13621025.2014.886389
- 2014c: Ayelet Shachar, Ran Hirschl: On Citizenship, States, and Markets. In: Journal of Political Philosophy. Band 22, Nr. 2, 2014, S. 231–257, doi:10.1111/jopp.12034.
- 2015: „The Search for Equal Membership in the Age of Terror.“ In: Edward M. Iacobucci and Stephen J. Toope (eds.) After the Paris Attacks: Responses in Canada, Europe and Around the World. University of Toronto Press, pp. 65–73. ISBN 978-1-4426-3001-7
- 2016a: Selecting by Merit: The Brave New World of Stratified Mobility. In: Sarah Fine, Lea Ypi (Hrsg.): Migration in Political Theory: The Ethics of Movement and Mobility. Oxford University Press, pp. 175–201. ISBN 978-0-19-967660-6[13]
- 2016b: Ayelet Shachar: Squaring the Circle of Multiculturalism? Religious Freedom and Gender Equality in Canada. In: The Law & Ethics of Human Rights. Band 10, Nr. 1, 2016, ISSN 2194-6531, S. 31–69, doi:10.1515/lehr-2016-0002 (degruyter.com [abgerufen am 11. April 2019]).
- 2017b: “Citizenship for Sale?” In: The Oxford Handbook of Citizenship (= Oxford Handbooks in Law). Oxford University Press, Oxford, New York 2017, ISBN 978-0-19-880585-4 (oup.com [abgerufen am 11. April 2019]).
- 2018: “The Marketization of Citizenship in an Age of Restrictionism.” Ethics and International Affairs 32, 3–13.[11]